# Zāvīyeh Sang
Zāvīyeh Sang är en ort i provinsen Ardabil i nordvästra Iran. Zāvīyeh Sang ligger 510 meter över havet och folkmängden uppgår till cirka 250 inånare.

## Geografi
Terrängen runt Zāvīyeh Sang är huvudsakligen kuperad. Zāvīyeh Sang ligger nere i en dal som går i nord-sydlig riktning. Närmaste större samhälle är Hūrānd, cirka 17 km sydväst om Zāvīyeh Sang. Trakten runt Zāvīyeh Sang består i huvudsak av gräsmarker.